# トンマーゾ・アルベルト・ディ・サヴォイア＝ジェノヴァ
トンマーゾ・アルベルト・ディ・サヴォイア＝ジェノヴァ （イタリア語: Tommaso Alberto Vittorio di Savoia-Genova、1854年2月6日 - 1931年4月15日）は、イタリア王国の王族。第2代ジェノヴァ公。

## 生涯
初代ジェノヴァ公フェルディナンドと、その妃でザクセン王ヨハンの娘であるエリザベッタの長男としてトリノで生まれた。姉は後にイタリア王ウンベルト1世の妃となったマルゲリータ。1855年2月、父の急死に伴いわずか1歳でジェノヴァ公位を継承した。1873年と1879年に日本を訪れた。
第一次世界大戦中、国王ヴィットーリオ・エマヌエーレ3世によってイタリア軍最高司令官として処遇された。

## 子女
1883年、バイエルン王子アーダルベルトの娘イザベラと、ニンフェンブルク宮殿で結婚した。2人の間には6子が生まれた。
- フェルディナンド（1884年 - 1963年） - ジェノヴァ公
- フィリベルト（1895年 - 1990年） - ピストイア公、ジェノヴァ公爵家家長
- ボナ・マルゲリータ（1896年 - 1971年） - 1921年、バイエルン王子コンラートと結婚
- アーダルベルト（1898年 - 1982年） - ベルガモ公
- マリーア・アデライーデ（1904年 - 1979年） - 1935年、アルソリ公レオーネ・マッシモと結婚
- エウジェーニオ（1906年 - 1996年） - アンコーナ公、ジェノヴァ公爵家家長

フェルディナンド、フィリベルトには子がなく、第5代ジェノヴァ公位を継承したエウジェニオには娘しかいなかったため、1996年のエウジェニオの死去をもってサヴォイア＝ジェノヴァ家は断絶した。